# Chopda
Chopda es una ciudad y  municipio situada en el distrito de Jalgaon en el estado de Maharashtra (India). Su población es de 72783 habitantes (2011). Se encuentra a orillas del río Ratnavati.

## Demografía
Según el censo de 2011 la población de Chopda era de 72783 habitantes, de los cuales 37601 eran hombres y 35182 eran mujeres. Chopda tiene una tasa media de alfabetización del 83,60%, superior a la media estatal del 82,34%: la alfabetización masculina es del 88,97%, y la alfabetización femenina del 77,93%.